# Fransk senap

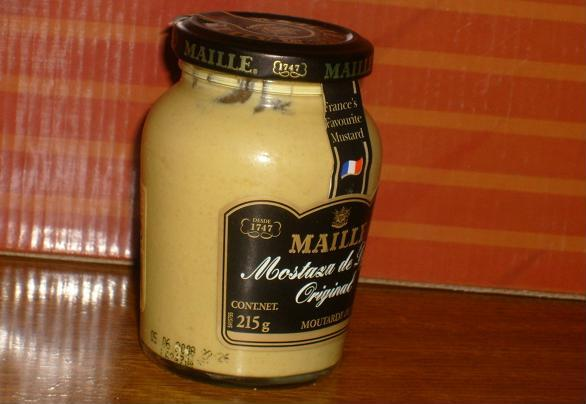
Fransk senap i glasburk.

Fransk senap, innefattar all bordssenap från Frankrike. Fransk senap görs av frön från sareptasenap (Brassica juncea). Senapen smaksätts ofta med vitt vin och är medelskarp i smaken. Mest berömd är Dijonsenap från Dijon, andra stordistrikt är Meaux och Bordeaux.